# Näshagen
Näshagen är en bebyggelse vid nordvästra stranden av Lejondalssjön i Upplands-Bro kommun. Från 2020 avgränsar SCB här en småort.